# Ребека Дремељ
Ребека Дремељ (словен. Rebeka Dremelj; Брежице, 25. јул 1980) је словеначка певачица поп музике и Мис Словеније 2001. Дремељ је представљала Словенију у полуфиналу Песме Евровизије 2008. у Београду.

## Активности
Ребека Дремељ је 2001. изабрана за Мис Словеније, као и прву пратиљу Мис фотогеничности и Мис Интернета. Учествовала је на избору за Мис света, на којем се није пласирала међу првих десет (мада је заузела друго место на талент шоу програму).
Дремељ је припремала и водила телевизијске емисије, укључујући и седмичну ауторску емисију на словеначкој ТВ Паприка лета 2004.) Од 2007. снима седмичну емисију стварности Rebeka brez strehe nad glavo („Ребека без крова над главом“) која се емитује на више локалних телевизија и мрежног места superstore.si, у којој испуњава „немогуће захтеве“ водитеља Ненада Моравца.. Глумила је насловну улогу у филму Na svoji Vesni са Роџером Муром и Миленом Зупанчич, при чему су сви хонорари уплаћену словеначком огранку Уницефа. Дремељ је учествовала и у другим хуманитарним активностима, за избеглице из БиХ, уклањање мина, помоћ сиромашној деци или против смртне казне. Има и своју марку доњег веша, Rebeka's Dream („Ребекин сан“). Понекад је зову „словеначки мултипрактик“.

## Музика
Крајем 2002. издала је албум првенац Prvi korak. Са својим песмама, видео-спотовима и плесним кореографијама са плесном групом Vivas је наступала у Словенији и више других држава, укључујући и Србију. Са реп саставом Soma dolara снимила је две песме за хрватско тржиште. На Међународном музичком фестивалу у Ријеци је освојила награду за најбољи сценски наступ са кореографијом песме Nisam kriva. На Хит фестивалу 2004. је учествовала са песмом To sem jaz, а на лето те године излази њен истоимени други албум, који је радио њујоршки продуцент Мајкл Виден.
Ребека Дремељ је неколико пута учествовала на словеначком избору за представника на Песми Евровизије, ЕМА, са брзим поп песмама. У првом наступу, 2004, са песмом Ne boš se igral („Нећеш се играти“) је заузела десето место. На ЕМА 2005. је певала Pojdi z menoj („Пођи са мном“), и освојила треће место (највише гласова гледалаца у првом кругу, те треће место у тзв. суперфиналу). Наредне, 2006. године, са Доменом Кумером је на ЕМА певала Noro se ujameva („Лудо се слажемо“), за четврто место.
Трећи албум, Pojdi z menoj, издат лета 2005, садржао је поред осталих истоимену песму са ЕМА и песму Prava noč, са наступа на Мелодијама мора и сунца. Са песмом Varao si me је наступила на Данима естраде у Чачку. На јесен 2006. године излази сингл Še en dan („Још један дан“), дело Јана Плестењака.
На EMA 2008. је победила са песмом Vrag naj vzame („Ђаво нека носи“), за коју је музику и аранжман радио Јосип Миан-Пипи, а текст Амон. Ребека је у првом кругу гласања заузела друго место, победивши затим у суперфиналу ромски састав Langa in civili са мање од 1% разлике. Са овом песмом је као представник Словеније наступила на Песми Евровизије 2008. у Београду (Словенија учествује у првом полуфиналу, 20. маја). Дремељ је заузела 11. место у првој полуфиналној вечери и тако се није пласирала у финале такмичења.